# Forza e bellezza
Forza e bellezza (Wege zu Kraft und Schönheit - Ein Film über moderne Körperkultur) è un film muto del 1925 diretto da Nicholas Kaufmann e Wilhelm Prager.
Un documentario che ha per tema la bellezza del corpo: può essere considerato come una delle prime ispirazioni dell'ideale ariano proposto dal nazionalsocialismo.

## Trama
Un inno al corpo perfetto. Attraverso riprese documentaristiche, si illustrano i benefici dello sport, dell'igiene, dell'armonia corporea, della danza, della ginnastica. Pose plastiche di nudi che reinterpretano ciò che l'immaginario ci restituisce degli atleti della cultura classica.

## Produzione
Il film fu prodotto dalla Kulturabteilung e dall'UFA.

## Distribuzione
Distribuito dall'Oefa-Film Verleih, uscì nelle sale tedesche il 16 marzo 1925. In Italia venne distribuito dalla UFA nel 1927.

## Censura
Nell'edizione italiana vennero censurate le scene di nudo più appariscenti e la scena del bagno romano.